# 科維控股
科維控股有限公司（除牌當時為0586.HK）-- 前香港主版上市公司，創辦於1980年，由香港商人創立，主要業務當時玩具、物業，現為酒店、電子業、物業投資等。
本公司在2006年1月3日起暫停買賣，原因是在股東特別大會發生爭議，再加上酒店業、房地產業、電子業、策略性投資紀翰集團等投資失誤。
最後本公司因未能向港交所提交復牌建議，而根據《香港聯合交易所有限公司證券上市規則》條例第17條，裁定本公司在2008年9月8日於上午9時30分撤銷上市。

## 外部連結
- 科维控股大小股东对峙　争论未履行全面收购义务
- 科维大厦两度烂尾面临拍卖 思嘉伯深陷科维[永久]